# Supercupa Moldovei
La Supercopa de Moldavia (en rumano: Supercupa Moldovei) es una competición de fútbol que se disputa cada año antes del comienzo de la temporada de la Superliga de Moldavia y enfrenta al campeón de Liga y al de la Copa de Moldavia.
La competición se implantó en el fútbol moldavo en 2003 y el formato es partido único. En caso de que el campeón de la Superliga sea también de Copa, el título no se disputa. En la edición de 2006, entre 2008 y 2010 y en 2017, 2022 y 2023, el Sheriff Tiraspol hizo doblete, en 2024 FC Petrocub Hîncești hizo doblete, por lo que no se celebró la Supercopa.

## Finales

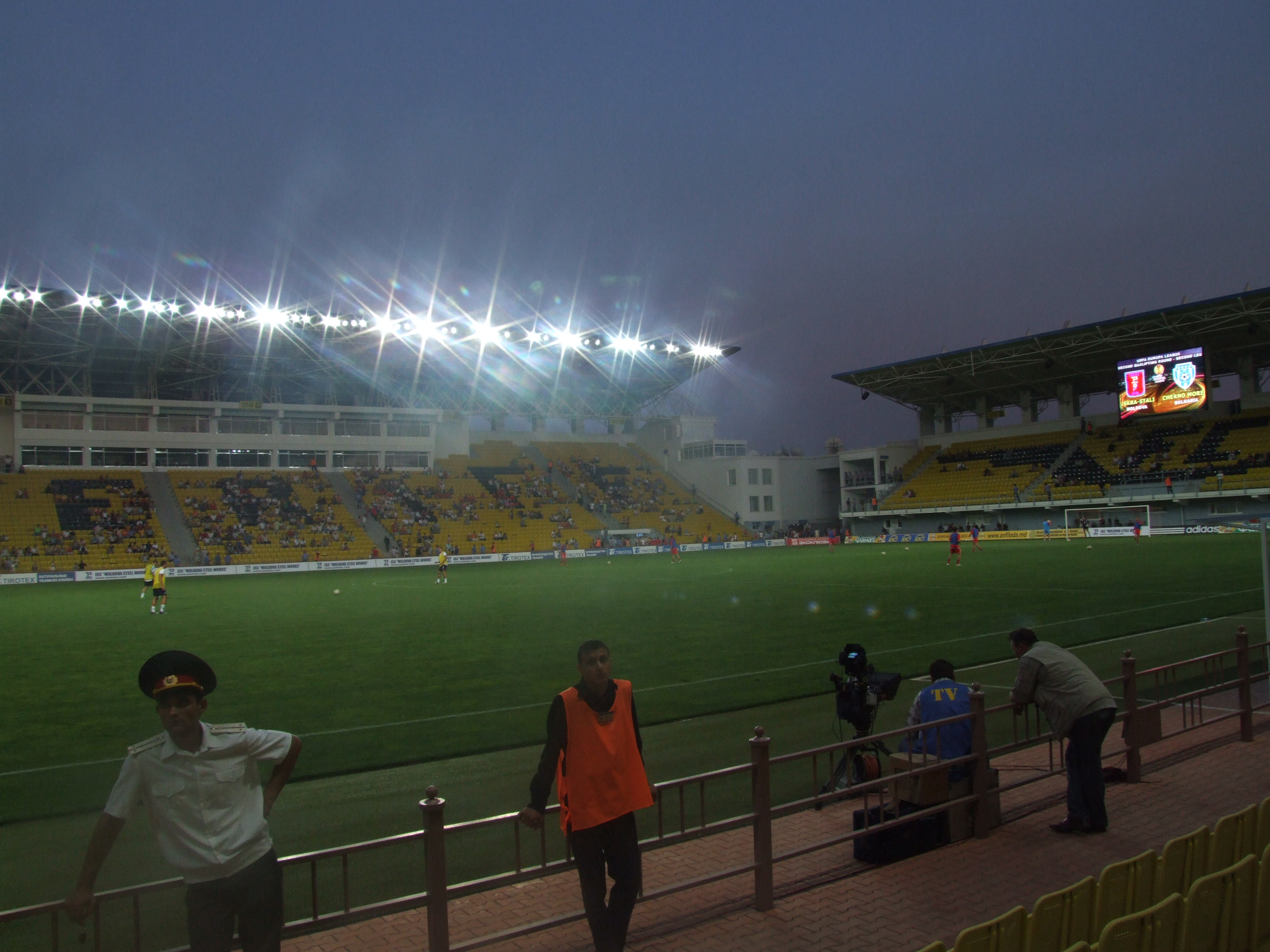
Estadio Sheriff donde se disputa la supercopa.

| Temporada | Fecha        | Campeón                            | Resultado                          | Finalista                          | Estadio                            |                                    |
| --------- | ------------ | ---------------------------------- | ---------------------------------- | ---------------------------------- | ---------------------------------- | ---------------------------------- |
| 2003      | 17-08-2003   | Sheriff Tiraspol                   | 2 - 0                              | Zimbru Chișinău                    | Estadio Sheriff, Tiraspol          |                                    |
| 2004      | 08-08-2004   | Sheriff Tiraspol                   | 1 - 0                              | Zimbru Chișinău                    | Estadio Sheriff, Tiraspol          |                                    |
| 2005      | 07-08-2005   | Sheriff Tiraspol                   | 4 - 0                              | Nistru Otaci                       | Estadio Sheriff, Tiraspol          |                                    |
| 2006      | ---          | Sheriff Tiraspol ganó Liga y Copa  | Sheriff Tiraspol ganó Liga y Copa  | Sheriff Tiraspol ganó Liga y Copa  | Sheriff Tiraspol ganó Liga y Copa  | Sheriff Tiraspol ganó Liga y Copa  |
| 2007      | 27-06-2007   | Sheriff Tiraspol                   | 1 - 0                              | Zimbru Chișinău                    | Estadio Sheriff, Tiraspol          |                                    |
| 2008      | ---          | Sheriff Tiraspol ganó Liga y Copa  | Sheriff Tiraspol ganó Liga y Copa  | Sheriff Tiraspol ganó Liga y Copa  | Sheriff Tiraspol ganó Liga y Copa  | Sheriff Tiraspol ganó Liga y Copa  |
| 2009      | ---          | Sheriff Tiraspol ganó Liga y Copa  | Sheriff Tiraspol ganó Liga y Copa  | Sheriff Tiraspol ganó Liga y Copa  | Sheriff Tiraspol ganó Liga y Copa  | Sheriff Tiraspol ganó Liga y Copa  |
| 2010      | ---          | Sheriff Tiraspol ganó Liga y Copa  | Sheriff Tiraspol ganó Liga y Copa  | Sheriff Tiraspol ganó Liga y Copa  | Sheriff Tiraspol ganó Liga y Copa  | Sheriff Tiraspol ganó Liga y Copa  |
| 2011      | 08-07-2011   | Dacia Chișinău                     | 1 - 0                              | Iskra-Stal Rîbnița                 | The Small Arena, Tiraspol          |                                    |
| 2012      | 08-07-2012   | Milsami Orhei                      | 0 - 0 (6-5 pen.)                   | Sheriff Tiraspol                   | Estadio Sheriff, Tiraspol          |                                    |
| 2013      | 29-06-2013   | Sheriff Tiraspol                   | 2 - 0                              | FC Tiraspol                        | Estadio Sheriff, Tiraspol          |                                    |
| 2014      | 27-06-2014   | Zimbru Chișinău                    | 1 - 1 (4–3 pen.)                   | Sheriff Tiraspol                   | Estadio Sheriff, Tiraspol          |                                    |
| 2015      | 25-06-2015   | Sheriff Tiraspol                   | 3-1                                | Milsami Orhei                      | Estadio Sheriff, Tiraspol          |                                    |
| 2016      | 10-08-2016   | Sheriff Tiraspol                   | 3-1                                | Zaria Bălți                        | The Small Arena, Tiraspol          |                                    |
| 2017      | ---          | Sheriff Tiraspol ganó Liga y Copa  | Sheriff Tiraspol ganó Liga y Copa  | Sheriff Tiraspol ganó Liga y Copa  | Sheriff Tiraspol ganó Liga y Copa  | Sheriff Tiraspol ganó Liga y Copa  |
| 2019      | 10-03-2019   | Milsami Orhei                      | 0 - 0 (5-4 pen.)                   | Sheriff Tiraspol                   | The Small Arena, Tiraspol          |                                    |
| 2020      | No disputada | No disputada                       | No disputada                       | No disputada                       | No disputada                       |                                    |
| 2021      | 26-6-2021    | Sfîntul Gheorghe                   | 2 - 2 (4-2 pen.)                   | Sheriff Tiraspol                   | Stadionul Orășenesc, Bălți         |                                    |
| 2022      | ---          | Sheriff Tiraspol ganó Liga y Copa  | Sheriff Tiraspol ganó Liga y Copa  | Sheriff Tiraspol ganó Liga y Copa  | Sheriff Tiraspol ganó Liga y Copa  | Sheriff Tiraspol ganó Liga y Copa  |
| 2023      | ---          | Sheriff Tiraspol ganó Liga y Copa  | Sheriff Tiraspol ganó Liga y Copa  | Sheriff Tiraspol ganó Liga y Copa  | Sheriff Tiraspol ganó Liga y Copa  | Sheriff Tiraspol ganó Liga y Copa  |
| 2024      | ---          | Petrocub Hîncești ganó Liga y Copa | Petrocub Hîncești ganó Liga y Copa | Petrocub Hîncești ganó Liga y Copa | Petrocub Hîncești ganó Liga y Copa | Petrocub Hîncești ganó Liga y Copa |

## Títulos por club
| Club                  | Campeón | Subcampeón | Años campeón                             |
| --------------------- | ------- | ---------- | ---------------------------------------- |
| FC Sheriff Tiraspol   | 7       | 4          | 2003, 2004, 2005, 2007, 2013, 2015, 2016 |
| FC Milsami Orhei      | 2       | 1          | 2012, 2019                               |
| FC Zimbru Chişinău    | 1       | 3          | 2014                                     |
| FC Dacia Chişinău †   | 1       | -          | 2011                                     |
| Sfîntul Gheorghe      | 1       | -          | 2021                                     |
| FC Nistru Otaci       | -       | 1          | ---                                      |
| FC Iskra-Stal Rîbnița | -       | 1          | ---                                      |
| FC Tiraspol †         | -       | 1          | ---                                      |
| FC Zaria Bălți        | -       | 1          | ---                                      |

- † Equipo desaparecido.